# Parametriocnemus arciger
Parametriocnemus arciger är en tvåvingeart som först beskrevs av Jean-Jacques Kieffer 1925.  Parametriocnemus arciger ingår i släktet Parametriocnemus och familjen fjädermyggor. Inga underarter finns listade i Catalogue of Life.